# Веселин Димов
Веселин Д. Димов е театрален режисьор, директор на РЦСИ Топлоцентрала, член на IETM (Global connector  за Югоизточна Европа и балканския полуостров), създател на Асоциация за свободен театър (ACT), основател на театрална компания МОМО.

## Интервюта
- Видимо и Невидимо с Иван Владимиров - Нав
- Dnes.bg
- Impressio: Искам Топлоцентрала да се превърне в център за съвременни изкуства на световно ниво
- Blog.toplocentrala.bg
- ACT фестивал е все по-диво и креативно дете
- Darik радио

## Образование
- 2001 - 2003 НАТФИЗ - клас по театрална режисура с ръководител проф. Красимир Спасов
- магистърска степен
- 1998 - 2001 Работа в Англия и Франция, и престой в Австрия и Индия
- 1995 - 1998 НАТФИЗ - клас по театрална режисура с ръководител Стоян Камбарев и асистенти
- Галин Стоев и Теди Москов
- 1990 - 1995 Първа Английска Гимназия, София

## Професионални сценични изяви
2013 ЛЮБОВНИЯТ ЖИВОТ НА СЪВРЕМЕННИТЕ РОБОТИ
мултимедиен театрален спектакъл
по текстове на: Игор Бауерзима, Патрик Марбър, Бернар-Мари Колтес и авторски текстове
Виваком Арт Хол
режисьор: Веселин Димов
2012 УЪРКШОП
от Иван Димитров
Българско национално радио
режисьор
2011 ПРОРОЧЕСТВО метафизичен бюлетин
мултимедиен театрален спектакъл
токшоу по текстове на Петер Хандке и авторски текстове
спектакълът е селектиран за участие на първия АСТ Фестивал за свободен театър 16-20 ноември 2011 – София
Театрална работилница Сфумато - София
режисьор и музикална среда
2011 БАЛСАМИРАНА С ЛЮБОВ (кратка хроника на една раздяла)
от Иван Димитров
Театрална работилница Сфумато - София
режисьор
2010 ДОН ЖУАН ИЛИ ЛЮБОВТА КЪМ ГЕОМЕТРИЯТА
от Макс Фриш
Драматичен Театър "Гео Милев" - Стара Загора
режисьор
2010 ФРИДА
по пиесата на Саня Домазет "Фрида - 22 картини"
мултимедиен театрален спектакъл 
Младежки Театър "Николай Бинев" - София
режисьор
2010 ДОМ
по пиесата "Сибир" от Феликс Митерер
моноспектакъл на Иван Несторов
Театрална работилница Сфумато - София
Народен театър "Иван Вазов" - София
режисьор
2009 ЕЛИСАВЕТА БАМ
от Даниил Хармс
Българско Национално Радио
адаптация за радио и режисура
2008 БЛУС ПОД ЗЕМЯТА
от Петер Хандке
пътуващ мултимедиен театрален спектакъл
Чешки Културен Център - Лилав Салон; Софийска Градска Художествена Галерия; Художествена Галерия при Националната Художествена Академия; Червената къща - София; Младежки Театър "Николай Бинев" - София
режисьор
2008 ПЛУТОН
радиопиеса от Райна Маркова
Българско Национално Радио
номинация за участие на Европейския фестивал за Радио- и Телевизионни продукции PRIX EUROPA '08 BERLIN
режисьор
2007 СМЪРТТА И МОМИЧЕТО
от Елфриде Йелинек
мултимедиен театрален спектакъл
Младежки Театър "Николай Бинев" - София
режисьор
2006 ДУЕЛ
по А. П. Чехов
Камерен Театър "Възраждане" - София
режисьор
2005 ОБРУГАВАНЕ НА ПУБЛИКАТА
от Петер Хандке
Червената къща - София
режисьор
2005 ПОБЕДАТА НА МИШИН
по Даниил Хармс
Държавен Сатиричен Театър - София
режисьор
2004 ВСИЧКО ТОВА
по Самюел Бекет
Жълтата къща - София
режисьор
2003 МОМО
по Михаел Енде
мултимедиен театрален спектакъл
Драматичен Театър "Стоян Бъчваров" - Варна
режисьор
2003 УЯЗВИМОСТТА: ПЕТ ДВИЖЕНИЯ
пърформанс
режисьор Виргиния Захариева
актьор
1999 ДОНЯ РОСИТА ИЛИ ЕЗИКЪТ НА ЦВЕТЯТА
по Лорка
Младежки Театър - София
режисьор Гергана Тодева
актьор 

## Участие в организации, конгреси, фестивали, резиденции
- 2012 3-месечна режисьорска специализация на Off Broadway в Ню Йорк с пиесата Red Dog Howls на сцената на New York Theatre Workshop с директор Jim Nicola (в партньорство с The Drama League)
- 2012 IETM – МЕЖДУНАРОДЕН ТЕАТРАЛЕН КОНГРЕС – Копенхаген
- Международна Мрежа за Съвременни Изпълнителски Изкуства – Участник, говорител
- 2012 АСТ АСОЦИАЦИЯ ЗА СВОБОДЕН ТЕАТЪР
- Сдружение на свободно практикуващи професионални театрални групи
- Председател на Управителния Съвет
- 2011 АСТ ФЕСТИВАЛ ЗА СВОБОДЕН ТЕАТЪР – 16-20 ноември 2011 – София
- АСТ Асоциация за свободен театър в партньорство с IETM Брюксел
- Организатор фестивал – Координатор сценични събития
- 2011 IETM РЕГИОНАЛНА СРЕЩА СОФИЯ
- в рамките на АСТ ФЕСТИВАЛ ЗА СВОБОДЕН ТЕАТЪР
- Организатор
- 2011 IETM – МЕЖДУНАРОДЕН ТЕАТРАЛЕН КОНГРЕС – Краков
- Международна Мрежа за Съвременни Изпълнителски Изкуства – Участник, говорител
- 2010 IETM – МЕЖДУНАРОДЕН ТЕАТРАЛЕН КОНГРЕС – Берлин
- Международна Мрежа за Съвременни Изпълнителски Изкуства – Участник
- 2009 IETM – МЕЖДУНАРОДЕН ТЕАТРАЛЕН КОНГРЕС – Вилнюс
- Международна Мрежа за Съвременни Изпълнителски Изкуства – Участник
- 2009 АСТ АСОЦИАЦИЯ ЗА СВОБОДЕН ТЕАТЪР
- Сдружение на свободно практивуващи професионални театрални групи
- Съучредител и Член (Театрална Компания Момо)
- 2008 ТЕАТРАЛНА КОМПАНИЯ МОМО
- Асоциация за алтернативно съвременно изкуство
- Основател и Председател на Управителния Съвет

## Уъркшопи за изкуство и личностно израстване - организатор и участник
- 2002 - 2013 ГУРДЖИЕВСКИ СВЕЩЕНИ ТАНЦИ
- 9-дневни международни уъркшопи с представяне на танците на сцената на Театрална работилница Сфумато, София водещ Jivan Sunder (Великобритания)
- 2007 ЗЕН ТЕАТЪР: 5-дневен творчески уъркшоп, София с водещ Anand Tiesler (Германия)
- 2003 - 2013 КОЙ СЪМ АЗ / САТОРИ
- 3 / 7-дневни интензивни групи за осъзнаване, България с водещ Jivan Sunder (Великобритания) и водещ (2006) Ganga Cording (Германия)
- 2007 AUM MARATHON: 48-часова интензивна група, София с водещ Sukhi (Япония)
- 2003 AUM MARATHON: 48-часова интензивна група, София с водещ Marga Salvi (Италия)
- 1999 AUM MARATHON: 72-часова интензивна група, София с водещ Nidhi (Швейцария)

## Уъркшопи за изкуство и личностно израстване - участник
- 1999 - 2007 участник в повече от тридесет уъркшопа в България, Холандия, Русия, Германия, Австрия, Словакия, Македония, Гърция, Турция и Индия, някои от които
- ~2004 MOBILE ACADEMY - Berlin: "Guerilla Lightning" - interventions in public space - 14-дневен международен уъркшоп, Берлин с водещ - Mischa Kuball (Германия)
- ~2003 MAPA - международен 14-дневен уъркшоп за режисьори, Охрид, Македония с водещи - Ide Van Heiningen (Холандия), Thomas De Neve (Холандия)
- ~2002 MAPA - международен 21-дневен уъркшоп за сценично осветление и дизайн, Moimirovce, Slovakia с водещи - Ide Van Heiningen (Холандия), Deni Sesnic (Хърватия), Norbert Servos (Германия)
- ~2000 MAPA - международен 3-дневен уъркшоп, Бургас, България с водещ - Ide Van Heiningen (Холандия)
- ~2001 WHITE BUTOH
- 7-дневен международен уъркшоп, Бистрица с представяне в Червената къща, София с водещ Masaki Iwana (Япония)

~2000 БОЛЕРО: 7-дневен уъркшоп с танцов спектакъл, Пуна, Индия с водещ и режисьор - Pellizzoli (Италия)